# Нарбона, Кристина
Мари́я Кристи́на Нарбо́на Ру́ис (исп. María Cristina Narbona Ruiz; род. 29 июля 1951, Мадрид) — испанский политик, президент Испанской социалистической рабочей партии с 18 июня 2017 года. С 18 апреля 2004 по апрель 2008 года занимала пост министра окружающей среды в правительстве Родригеса Сапатеро.

## Биография
Когда Кристине было 12 лет, её семья эмигрировала в Рим. В Риме Кристина Нарбона получила образование и учёную степень по экономике. Вернувшись в Испанию в 1975 году, Кристина Нарбона преподавала в Севильском университете и работала в региональном правительстве Андалусии. В 1993 году вступила в ИСРП. Впоследствии занимала различные должности в правительстве Мадрида. Нарбона — убеждённый противник ядерной энергетики и выступает за постепенное закрытие всех ядерных электростанций в Испании. Она также способствовала признанию Испанией Киотского протокола. С 1998 года находится в отношениях с политиком Жозепом Боррелем, в июле 2018 года они поженились.
18 июня 2017 года была избрана президентом Испанской социалистической рабочей партии.